# Yoshinobu Ishii
Yoshinobu Ishii (n. 13 martie 1939, Fukuyama, Japonia – d. 26 aprilie 2018, Japonia) a fost un fotbalist japonez.

## Statistici
| Japonia | Japonia | Japonia |
| An      | Meciuri | Goluri  |
| ------- | ------- | ------- |
| 1962    | 1       | 0       |
| Total   | 1       | 0       |